# Leuterod
Leuterod település Németországban, Rajna-vidék-Pfalz tartományban. Lakosainak száma 858 fő (2023. december 31.).

## Népesség
A település népességének változása:
| Lakosok száma | 653  | 858  | 866  | 847  | 864  | 858  |
|               | 1975 | 2017 | 2019 | 2021 | 2022 | 2023 |